# Subh
Umm Walad Subh eller Sayida (ursprungligen Aurora), född troligen cirka 940, död cirka 999, var en makthavare i kalifatet Cordoba. Hon var konkubin till kalifen Al-Hakam II och mor till kalifen Hisham II. Hon utövade en stark maktställning under sin sons omyndighet från 976 och beskrivs som den mäktigaste kvinnan i kalifatets Cordobas historia.  

## Biografi
Subh var född som Aurora i Navarra och var en kristen  från baskiska Gascogne. 

### Haremskonkubin
Hon togs som slav (Saqaliba) och fördes till Cordoba, där hon placerades i kalifen Al-Hakam II:s harem och fick namnet Subh. De fick på detta sätt två söner; Abd al-Rahman (961-970) och Hisham (född 965). Som erkänsla för att hon fött honom arvingar ska Al-Hakam II ha givit henne många gåvor, bland annat tillstånd att vistas utanför haremet förklädd till man. 

### Kalifmoder och regent
Vid Al-Hakam II:s död 976 lyckades Subh säkra tronen åt sin omyndige son Hisham II. Hon övertog sedan makten för sin omyndige sons räkning i allians med Al-Mansur Ibn Abi Amir, general Ghalib och chefsadministratören al-Mushafi. Al-Mansur Ibn Abi Amir hade av hennes make utsetts till förvaltare av hennes egendom och ryktades även vara hennes älskare: med hans hjälp förhindrade Subh genom ett hårt alliansarbete alla försök att avsätta sonen, men Al-Mansur Ibn Abi Amir använde snart alla kontakter till att underbygga sin egen maktställning, och snart saknade både Subh och hennes son all verklig makt. Hon gjorde år 997 ett försök att avsätta Al-Mansur Ibn Abi Amirs makt till förmån för sonen, men misslyckades. 